# 塙安友
塙 安友（ばん やすとも、弘治2年（1556年） - 寛永6年1月16日（1629年2月9日））は、安土桃山時代の武将。のちに医者。父は織田信長の家臣塙直政。通称は喜三郎、八右衛門。号は道閑。子に友治、頼安、宗安がいる。
織田信長の家臣として槇島城を守る。その後、佐々成政に仕えた後、豊臣秀吉に仕えて豊臣秀次に附属させられ、浪人した後に田中吉政に転仕する。それから後、江戸に赴いて小児科医になったとされる。
子の友治は田中吉政、頼安は浅野光晟、宗安は徳川家綱にそれぞれ仕えた。